# Yann Sommer
Yann Sommer (Morges, 17 december 1988) is een Zwitsers doelman in het betaald voetbal. Hij tekende in augustus 2023 bij Inter Milan, dat 6 miljoen euro voor hem betaalde aan Bayern München. In 2012 debuteerde hij in het Zwitsers voetbalelftal.

## Clubcarrière

### FC Vaduz
Sommer werd in 2003 gescout door FC Basel en speelde daar in de vertegenwoordigende jeugdelftallen. Uitzicht op een plek onder de lat in het eerste elftal had hij nog niet en daarom werd hij in het seizoen 2007/08 uitgeleend aan FC Vaduz, dan uitkomend in de Zwitserse tweede divisie. Hij maakte op 25 juli 2007 tegen AC Bellinzona zijn debuut in het profvoetbal. Hij keepte 33 van de 34 competitiewedstrijden dat seizoen en werd kampioen, waardoor FC Vaduz in het seizoen 2008/09 voor het eerst mocht deelnemen aan de Super League. Hij maakte zijn debuut op het hoogste niveau op 20 juli 2008, in een uitwedstrijd tegen FC Luzern (1–2 winst). Hij keepte alle achttien wedstrijden in de eerste seizoenshelft en bracht zijn totaal voor de Liechtensteinse club op 55 wedstrijden.

### FC Basel
In januari 2009 keerde hij terug naar FC Basel omdat eerste doelman Franco Costanzo geblesseerd raakte. Sommer debuteerde op 7 februari 2009 voor FC Basel, in een uitwedstrijd tegen Young Boys Bern (3–2 verlies). Hij speelde zes competitiewedstrijden en de kwartfinale van de beker, voordat Costanzo terugkeerde in de basis. In seizoen 2009/10 werd hij opnieuw verhuurd, ditmaal aan Grasshopper-Club Zürich. Hij was eerste doelman en werd derde met Grasshopper. Vervolgens keerde hij terug bij Basel, waar hij eerst een seizoen reservedoelman was.
Vanaf het seizoen 2011/12 was hij eerste doelman bij FC Basel. Op 14 september maakte hij zijn debuut in het hoofdtoernooi van de Champions League tegen Oțelul Galați. Basel werd tweede in de poule met verder Manchester United en Benfica en ging door naar de achtste finale, waarin het werd uitgeschakeld door Bayern München. Het jaar erop bereikte Sommer met Basel de halve finale van de Europa League, waarin het onder meer Tottenham Hotspur uitschakelde in de kwartfinale. Chelsea was vervolgens te sterk. In de seizoenen 2012/13 en 2013/14 speelde hij vrijwel alle competitieduels mee. In al deze vier seizoenen werd Sommer met Basel kampioen van Zwitserland. Hij speelde 170 wedstrijden voor Basel. 

### Borussia Mönchengladbach
In de zomer van 2014 trok Sommer naar Borussia Mönchengladbach, waar hij de opvolger moest worden van de naar FC Barcelona vertrokken Marc-André ter Stegen. Op 16 augustus maakte hij in de DFB-Pokal tegen FC 08 Homburg zijn debuut voor Borussia Mönchengladbach. Een week later maakte hij tegen VfB Stuttgart ook zijn debuut in de Bundesliga. Op 9 november lobde ploeggenoot Christoph Kramer de bal vanaf het midden van zijn eigen helft over Sommer heen, waardoor Gladbach met 1-0 verloor van Borussia Dortmund. In zijn eerste seizoen werd Gladbach derde, de hoogste eindklassering sinds 1978. Bovendien bleef de club zeventien wedstrijden op rij ongeslagen, waarmee het het clubrecord uit 1970/71 verbeterde. Aan het einde van het seizoen werd Sommer verkozen tot speler van het jaar bij Gladbach. 
Het tweede seizoen begon Gladbach met vijf achtereenvolgende competitienederlagen. Daarna bleef het de volgende tien competitieduels ongeslagen en klom het van de laatste naar de derde plek in de Bundesliga. Hoewel Gladbach dat seizoen laatste werd in de Champions League met Manchester City, Juventus en Sevilla, werd het vierde in de competitie, waardoor er opnieuw CL-voetbal werd veilig gespeeld.
In november 2019 verlengde Sommer zijn contract tot de zomer van 2023. In het seizoen 2020/21 haalde Gladbach de achtste finale van de Champions League, waarin het voor de derde keer in zes seizoenen Manchester City tegenkwam, dat van de Duitsers won. Op 27 augustus pakte Sommer een Bundesliga-record door negentien reddingen te maken in een 1-1 gelijkspel met Bayern München. In totaal speelde Sommer 335 wedstrijden voor Borussia Mönchengladbach. Geen enkele niet-Duitse voetballer kwam tot zoveel wedstrijden voor de club. Met dat aantal miste hij net de toptien voor meeste wedstrijden aller tijden voor Gladbach.

### Bayern München
In december 2022 had Bayern München een nieuwe eerste doelman nodig doordat Manuel Neuer zijn been had gebroken tijdens een skitrip en de rest van het seizoen moest toekijken. Op 19 januari stapte Sommer daarom over naar Bayern, dat acht miljoen euro voor hem neerlegde. Hij tekende een contract voor anderhalf jaar tot de zomer van 2025. Hij maakte op 20 januari tegen RB Leipzig zijn debuut voor de club. Hij werd met Bayern kampioen van de Bundesliga en speelde 25 wedstrijden in een halfjaar tijd. Vervolgens kreeg hij te horen dat Neuer in principe na de zomerstop weer eerste doelman zou worden.

### Internazionale
Op 7 augustus 2023 tekende Sommer een contract voor drie jaar bij Internazionale. Daar was hij de opvolger van André Onana, die voor vijftig miljoen euro de overstap naar Manchester United maakte. Sommer was een stuk goedkoper, hij leverde Bayern 6,75 miljoen euro op. Op 19 augustus 2023 maakte hij tegen AC Monza met een cleansheet zijn debuut voor Inter. Op 22 januari 2024 hield hij de nul en won hij met 1-0 van SSC Napoli in de finale van de Supercoppa. Op 22 april werd hij tegen rivaal AC Milan kampioen van Italië door met 2-1 te winnen.

## Clubstatistieken
| Seizoen | Club                     | Competitie       | Competitie | Competitie | Beker | Beker | Internationaal | Internationaal | Totaal | Totaal |
| Seizoen | Club                     | Competitie       | Wed.       | Dlp.       | Wed.  | Dlp.  | Wed.           | Dlp.           | Wed.   | Dlp.   |
| ------- | ------------------------ | ---------------- | ---------- | ---------- | ----- | ----- | -------------- | -------------- | ------ | ------ |
| 2007/08 | → FC Vaduz               | Challenge League | 33         | 0          | 0     | 0     | 2              | 0              | 35     | 0      |
| 2008/09 | → FC Vaduz               | Super League     | 18         | 0          | 0     | 0     | 2              | 0              | 20     | 0      |
| 2008/09 | FC Basel                 | Super League     | 6          | 0          | 1     | 0     | 0              | 0              | 7      | 0      |
| 2009/10 | → Grasshoppers           | Super League     | 33         | 0          | 0     | 0     | —              | —              | 33     | 0      |
| 2010/11 | FC Basel                 | Super League     | 5          | 0          | 4     | 0     | 0              | 0              | 9      | 0      |
| 2011/12 | FC Basel                 | Super League     | 31         | 0          | 4     | 0     | 8              | 0              | 43     | 0      |
| 2012/13 | FC Basel                 | Super League     | 36         | 0          | 3     | 0     | 19             | 0              | 58     | 0      |
| 2013/14 | FC Basel                 | Super League     | 35         | 0          | 2     | 0     | 16             | 0              | 53     | 0      |
| 2014/15 | Borussia Mönchengladbach | Bundesliga       | 34         | 0          | 4     | 0     | 10             | 0              | 48     | 0      |
| 2015/16 | Borussia Mönchengladbach | Bundesliga       | 32         | 0          | 3     | 0     | 6              | 0              | 41     | 0      |
| 2016/17 | Borussia Mönchengladbach | Bundesliga       | 34         | 0          | 4     | 0     | 12             | 0              | 50     | 0      |
| 2017/18 | Borussia Mönchengladbach | Bundesliga       | 30         | 0          | 3     | 0     | —              | —              | 33     | 0      |
| 2018/19 | Borussia Mönchengladbach | Bundesliga       | 34         | 0          | 1     | 0     | —              | —              | 35     | 0      |
| 2019/20 | Borussia Mönchengladbach | Bundesliga       | 34         | 0          | 2     | 0     | 6              | 0              | 42     | 0      |
| 2020/21 | Borussia Mönchengladbach | Bundesliga       | 31         | 0          | 0     | 0     | 8              | 0              | 39     | 0      |
| 2021/22 | Borussia Mönchengladbach | Bundesliga       | 33         | 0          | 3     | 0     | 0              | 0              | 36     | 0      |
| 2022/23 | Borussia Mönchengladbach | Bundesliga       | 10         | 0          | 1     | 0     | 0              | 0              | 11     | 0      |
| 2022/23 | Bayern München           | Bundesliga       | 19         | 0          | 2     | 0     | 4              | 0              | 25     | 0      |
| 2023/24 | Internazionale           | Serie A          | 34         | 0          | 2     | 0     | 7              | 0              | 43     | 0      |
| Totaal  | Totaal                   | Totaal           | 522        | 0          | 39    | 0     | 100            | 0              | 661    | 0      |

## Interlandcarrière
Sommer maakte op 30 mei 2012 zijn debuut in het Zwitsers voetbalelftal, in een vriendschappelijke wedstrijd tegen Roemenië (0–1 verlies). Hij speelde de volledige wedstrijd. Hij speelde twee wedstrijden mee in het voor de Zwitsers succesvolle kwalificatietoernooi voor het wereldkampioenschap 2014, waaronder het laatste duel tegen Slovenië. In mei 2014 werd Sommer door bondscoach Ottmar Hitzfeld opgenomen in de selectie voor het eindtoernooi in Brazilië. Zijn toenmalige clubgenoten Marcelo Díaz (Chili), Serey Die en Giovanni Sio (Frankrijk), Valentin Stocker en Fabian Schär (Zwitserland) waren ook actief op het toernooi.
Sommer maakte eveneens deel uit van de Zwitserse ploeg, die deelnam aan de WK-eindronde 2018 in Rusland. Daar eindigde de selectie onder leiding van bondscoach Vladimir Petković als tweede in groep E, achter Brazilië (1–1) maar vóór Servië (2–1) en Costa Rica (2–2). In de achtste finales ging Zwitserland vervolgens op dinsdag 3 juli met 1–0 onderuit tegen Zweden door een treffer van Emil Forsberg, waarna de thuisreis geboekt kon worden. Sommer kwam in alle vier de WK-duels in actie voor de nationale ploeg.
Op 28 juni 2021 stopte Sommer de beslissende penalty van Kylian Mbappé, tijdens de penaltyreeks tegen Frankrijk in de knock-outfase van het EK 2020, na 3–3 gelijk te hebben gespeeld, waardoor Zwitserland met 5–4 won tegen Frankrijk. Hij werd op 7 juni 2024 door bondscoach Murat Yakin opgenomen in de Zwitserse selectie voor het EK 2024 in Duitsland. Zwitserland overleefde een groep met Hongarije, Schotland en Duitsland en won in de achtste finales van Italië (2–0), voordat het in de kwartfinales op strafschoppen werd uitgeschakeld door Engeland. Sommer miste op het toernooi geen minuut aan speeltijd.
| Interlands van Yann Sommer voor Zwitserland | Interlands van Yann Sommer voor Zwitserland | Interlands van Yann Sommer voor Zwitserland | Interlands van Yann Sommer voor Zwitserland | Interlands van Yann Sommer voor Zwitserland | Interlands van Yann Sommer voor Zwitserland | Interlands van Yann Sommer voor Zwitserland |
| №                                           | Datum                                       | Wedstrijd                                   | Uitslag                                     | Soort wedstrijd                             | Doelpunten                                  |                                             |
| Als speler bij FC Basel                     | Als speler bij FC Basel                     | Als speler bij FC Basel                     | Als speler bij FC Basel                     | Als speler bij FC Basel                     | Als speler bij FC Basel                     | Als speler bij FC Basel                     |
| ------------------------------------------- | ------------------------------------------- | ------------------------------------------- | ------------------------------------------- | ------------------------------------------- | ------------------------------------------- | ------------------------------------------- |
| 1.                                          | 30 mei 2012                                 | Zwitserland – Roemenië                      | 0 – 1                                       | Vriendschappelijk                           | 0                                           |                                             |
| 2.                                          | 14 november 2012                            | Tunesië – Zwitserland                       | 1 – 2                                       | Vriendschappelijk                           | 0                                           |                                             |
| 3.                                          | 6 februari 2013                             | Griekenland – Zwitserland                   | 0 – 0                                       | Vriendschappelijk                           | 0                                           |                                             |
| 4.                                          | 23 maart 2013                               | Cyprus – Zwitserland                        | 0 – 0                                       | Kwalificatie WK 2014                        | 0                                           |                                             |
| 5.                                          | 15 oktober 2013                             | Zwitserland – Slovenië                      | 1 – 0                                       | Kwalificatie WK 2014                        | 0                                           |                                             |
| 6.                                          | 30 mei 2014                                 | Zwitserland – Jamaica                       | 1 – 0                                       | Vriendschappelijk                           | 0                                           |                                             |
| Als speler bij Borussia Mönchengladbach     |                                             |                                             |                                             |                                             |                                             |                                             |
| 7.                                          | 8 september 2014                            | Zwitserland – Engeland                      | 0 – 2                                       | Kwalificatie EK 2016                        | 0                                           |                                             |
| 8.                                          | 9 oktober 2014                              | Slovenië – Zwitserland                      | 1 – 0                                       | Kwalificatie EK 2016                        | 0                                           |                                             |
| 9.                                          | 14 oktober 2014                             | San Marino – Zwitserland                    | 0 – 4                                       | Kwalificatie EK 2016                        | 0                                           |                                             |
| 10.                                         | 15 november 2014                            | Zwitserland – Litouwen                      | 4 – 0                                       | Kwalificatie EK 2016                        | 0                                           |                                             |
| 11.                                         | 27 maart 2015                               | Zwitserland – Estland                       | 3 – 0                                       | Kwalificatie EK 2016                        | 0                                           |                                             |
| 12.                                         | 14 juni 2015                                | Litouwen – Zwitserland                      | 1 – 2                                       | Kwalificatie EK 2016                        | 0                                           |                                             |
| 13.                                         | 5 september 2015                            | Zwitserland – Slovenië                      | 3 – 2                                       | Kwalificatie EK 2016                        | 0                                           |                                             |
| 14.                                         | 8 september 2015                            | Engeland – Zwitserland                      | 2 – 0                                       | Kwalificatie EK 2016                        | 0                                           |                                             |
| 15.                                         | 17 november 2015                            | Oostenrijk – Zwitserland                    | 1 – 2                                       | Vriendschappelijk                           | 0                                           |                                             |
| 16.                                         | 25 maart 2016                               | Ierland – Zwitserland                       | 1 – 0                                       | Vriendschappelijk                           | 0                                           |                                             |
| 17.                                         | 29 maart 2016                               | Zwitserland – Bosnië en Herzegovina         | 0 – 2                                       | Vriendschappelijk                           | 0                                           |                                             |
| 18.                                         | 28 mei 2016                                 | Zwitserland – België                        | 1 – 2                                       | Vriendschappelijk                           | 0                                           |                                             |
| 19.                                         | 11 juni 2016                                | Albanië – Zwitserland                       | 0 – 1                                       | EK 2016                                     | 0                                           |                                             |
| 20.                                         | 15 juni 2016                                | Roemenië – Zwitserland                      | 1 – 1                                       | EK 2016                                     | 0                                           |                                             |
| 21.                                         | 19 juni 2016                                | Zwitserland – Frankrijk                     | 0 – 0                                       | EK 2016                                     |                                             |                                             |
| 22.                                         | 25 juni 2016                                | Zwitserland – Polen                         | 1 – 1 (4–5 n.s.)                            | EK 2016                                     |                                             |                                             |

Bijgewerkt op 25 juni 2016.

## Erelijst
| Competitie            |          |                                    |          |          |
| Competitie            | Aantal   | Jaren                              |          |          |
| FC Vaduz              | FC Vaduz | FC Vaduz                           | FC Vaduz | FC Vaduz |
| --------------------- | -------- | ---------------------------------- | -------- | -------- |
| Challenge League      | 1x       | 2007/08                            |          |          |
| FC Basel              |          |                                    |          |          |
| Super League          | 4x       | 2010/11, 2011/12, 2012/13, 2013/14 |          |          |
| Beker van Zwitserland | 2x       | 2006/07, 2011/12                   |          |          |
| Bayern München        |          |                                    |          |          |
| Bundesliga            | 1x       | 2022/23                            |          |          |
| Internazionale        |          |                                    |          |          |
| Serie A               | 1x       | 2023/24                            |          |          |
| Supercoppa            | 1x       | 2024                               |          |          |